# Ulrich Görtz
Ulrich Görtz (* 19. März 1973 in Münster) ist ein deutscher Mathematiker. Er forscht hauptsächlich im Bereich der algebraischen Geometrie.

## Leben und Schaffen
Von 1993 bis 1997 studierte er Mathematik an der Universität Münster und promovierte als Doktorand von Michael Rapoport im Jahr 2000 an der Universität zu Köln. 2006 habilitiere er sich an der Universität Bonn. Nachdem er 2008 den Von Kaven-Preis erhalten hatte, war er von 2008 bis 2009 Heisenberg-Stipendiat der Deutschen Forschungsgemeinschaft (DFG).
Zusammen mit Torsten Wedhorn veröffentlichte er 2010 das Buch Algebraic Geometry I. Seit 2015 ist er Mitherausgeber (Associate Editor) der Fachzeitschrift Results in Mathematics.
Görtz ist Esperantist, war lange in der deutschen Esperanto-Jugend aktiv, und von 1994 bis 1996 deren Vorsitzender.